# 4520 Dovzhenko
4520 Dovzhenko (1977 QJ3) là một tiểu hành tinh vành đai chính được phát hiện ngày 22 tháng 8 năm 1977 bởi Chernykh, N. S. ở Nauchnyj.